# Brasil en los Juegos Paralímpicos de Nueva York y Stoke Mandeville 1984
Brasil estuvo representado en los Juegos Paralímpicos de Nueva York y Stoke Mandeville 1984 por un total de 30 deportistas, 24 hombres y seis mujeres.

## Medallistas
El equipo paralímpico brasileño obtuvo las siguientes medallas:
| Nombre               | Deporte   | Evento                             |
| -------------------- | --------- | ---------------------------------- |
| Oro                  |           |                                    |
| Amintas Piedade      | Atletismo | Jabalina 1C femenino               |
| Amintas Piedade      | Atletismo | Peso 1C femenino                   |
| Márcia Malsar        | Atletismo | 200 m C6 femenino                  |
| Miracema Ferraz      | Atletismo | Peso 1A femenino                   |
| Luiz Cláudio Pereira | Atletismo | Jabalina 1C masculino              |
| Luiz Cláudio Pereira | Atletismo | Peso 1C masculino                  |
| Maria Jussara        | Natación  | 200 m Individual Medley 6 femenino |
| Plata                |           |                                    |
| Miracema Ferraz      | Atletismo | 100 m 1A femenino                  |
| Miracema Ferraz      | Atletismo | 200 m 1A femenino                  |
| Miracema Ferraz      | Atletismo | 400 m 1A femenino                  |
| Miracema Ferraz      | Atletismo | 800 m 1A femenino                  |
| Miracema Ferraz      | Atletismo | Eslalon 1B femenino                |
| Anelise Hermany      | Atletismo | 100 m B2 femenino                  |
| Anelise Hermany      | Atletismo | Salto de longitud B2 femenino      |
| Amintas Piedade      | Atletismo | Disco 1C femenino                  |
| Amintas Piedade      | Atletismo | Eslalon 1C femenino                |
| Márcia Malsar        | Atletismo | 1000 m campo a través C6 femenino  |
| Luiz Cláudio Pereira | Atletismo | Disco 1C masculino                 |
| Luiz Cláudio Pereira | Atletismo | Pentatlón 1C masculino             |
| Maria Jussara        | Natación  | 100 m espalda 6 femenino           |
| Maria Jussara        | Natación  | 100 m libre 6 femenino             |
| Marcelo Amorim       | Natación  | 100 m braza 5 masculino            |
| Marcelo Amorim       | Natación  | 100 m espalda 5 masculino          |
| Marcelo Amorim       | Natación  | 200 m estilos 5 masculino          |
| Bronce               |           |                                    |
| Márcia Malsar        | Atletismo | 60 m C6 femenino                   |
| Anelise Hermany      | Atletismo | 800 m B2 femenino                  |
| Jorge Graciano       | Atletismo | 100 m 3 masculino                  |
| Marcelo Amorim       | Natación  | 100 m libre 5 masculino            |